# Schleuse Fürstenberg
Die Schleuse Fürstenberg ist eine Schleuse an der Oberen Havel-Wasserstraße.

## Beschreibung
Die Schleuse Fürstenberg befindet sich bei Kilometer 60,70 der Oberen Havel-Wasserstraße in Fürstenberg/Havel im Landkreis Oberhavel. Sie  liegt in der Verbindung zwischen dem Röblinsee und dem Baalensee östlich der Straßenbrücke der Bundesstraße 96. 
Bei einer Untersuchung im Jahr 2004 wurden erhebliche bauliche Mängel an der gesamten Schleusenanlage festgestellt. 2009 wurde der Bauvertrag für einen Neubau vergeben, der zwischen September 2009 und Juni 2010 ausgeführt wurde. Die Baukosten betrugen etwa 7 Mio. Euro und wurden von der Wasserstraßen- und Schifffahrtsverwaltung des Bundes getragen. 

## Tourismus
Da die Obere Havel-Wasserstraße von Frachtschiffen nicht mehr genutzt und nur von wenigen kleinen Fahrgastschiffen befahren wird, entwickelte sie sich zu einem beliebten Revier für Sportboote aller Größen und Klassen.

## Karten
- Folke Stender: Redaktion Sportschifffahrtskarten Binnen 1. Nautische Veröffentlichung Verlagsgesellschaft, ISBN 3-926376-10-4.
- W. Ciesla, H. Czesienski, W. Schlomm, K. Senzel, D. Weidner: Schiffahrtskarten der Binnenwasserstraßen der Deutschen Demokratischen Republik 1:10.000. Band 4. Herausgeber: Wasserstraßenaufsichtsamt der DDR, Berlin 1988, OCLC 830889996.